# トニー・フランクリン
トニー・フランクリン（英語: Anthony James Franklin、1962年4月2日 - ）は、イングランド出身のミュージシャン。ハードロックでは珍しいフレットレスベースの奏者として知られる。

## 経歴
音楽一家に育ち、5歳で初ステージを踏む。1982年発表のロイ・ハーパーのアルバム、「ワーク・オブ・ハート」に参加した後、ジミー・ペイジに引き抜かれてポール・ロジャースらとザ・ファームを結成。フレットレス・ベースを用いた演奏が注目を集める。
1988年、ジョン・サイクスの誘いを受け、カーマイン・アピスと共にブルー・マーダーを結成。1990年には自己名義のアルバムを発表している。
また、セッション・ミュージシャンとしてホワイトスネイクやラナ・レーン、ジョン・サイクス、氷室京介、田村直美、矢沢永吉らの作品に参加。1996年にはB'zの20thシングル『Real Thing Shakes』でベースをプレーした。
1997年、アピスと共に新生パールに参加し、2007年にはライブ活動やベストアルバムのリリースなど現在も活動している。また、ソロ・アルバムとして、2000年に『Brave New Tomorrow』、2003年に『ワンダーランド  - Wonderland』を発表した。
音楽活動のかたわらでフェンダーの社員も務めており、現在はロサンゼルスに居住している。 主にセールスマネージャーとして、同社が取り扱うSWRのベースアンプ等を担当し、NAMMショー等の楽器トレードショーで、フェンダーのブースでスタッフとして働くこともある。フェンダーからは、トニー・フランクリンモデルのプレシジョンベースが発売されている。エボニー指板のフレットレスの他、2007年にフレッテッドモデル（メイプル指板）が追加された。
ベースの他に、パールのライブではクラリネットやテルミンの演奏も行なったことがある。